# Dibromsilan
Dibromsilan ist eine chemische Verbindung aus der Gruppe der Silane.

## Gewinnung und Darstellung
Dibromsilan kann durch Reaktion von Monosilan mit Bromwasserstoff gewonnen werden.
{\displaystyle \mathrm {2\ SiH_{4}+3\ HBr\ {\xrightarrow {AlBr_{3},~100-200~^{o}C}}\ SiH_{3}Br+SiH_{2}Br_{2}+3\ H_{2}} }
Die Verbindung entsteht neben anderen Bromsilanen auch bei der Reaktion von Silicium mit Bromwasserstoff.

## Eigenschaften
Dibromsilan ist eine farblose ziemlich stark lichtbrechende Flüssigkeit, die sich an der Luft entzündet und sehr empfindlich gegen Feuchtigkeit ist. In Wasser und Ethanol zersetzt sie sich.